# Kilsbron

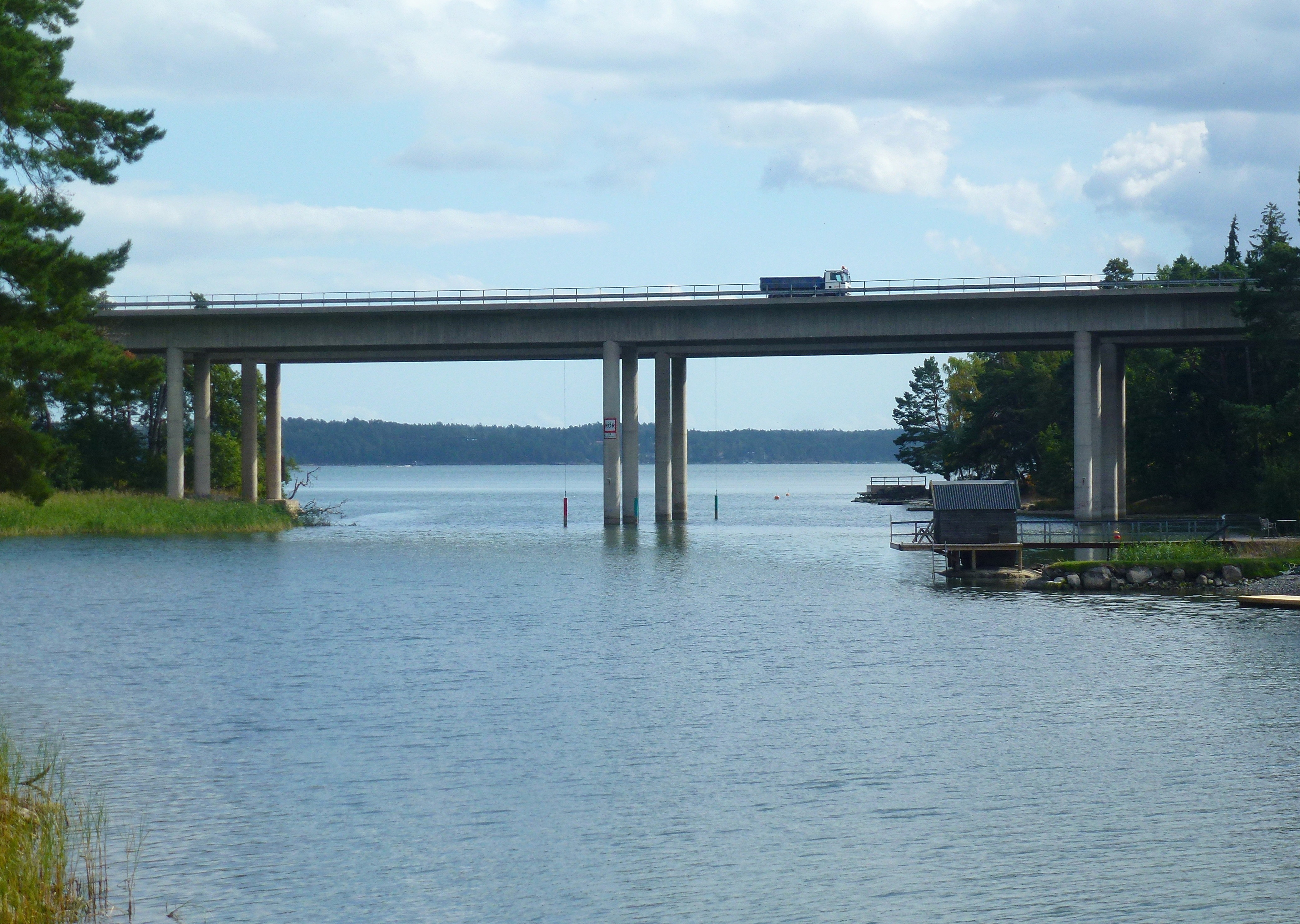
Kilsbron, vy mot Baggensfjärden.

Kilsbron (även Kilsviksbron) är en högbro för vägtrafik på länsväg 222 (Värmdöleden). Bron anlades i mitten på 1970-talet och invigdes 1978 samtidigt med  motorvägen mellan trafikplatserna Orminge och Insjön i Nacka kommun. 

## Beskrivning
Kilsbron, som består av två parallella broar, spänner i en svag kurva över Kilsviken. Bron är en betongkonstruktion i åtta lika långa spann som bärs upp av sju par runda bropelare. Totala längden är cirka 265 meter och varje bro har en bredd av 12 meter med fyra meter inbördes avstånd. Den segelfria höjden är 12 meter. Den östergående bron har två körfält med vägren, den västergående har två körfält och ett kollektivkörfält.
Kilsbron är den första fasta broförbindelsen som byggdes över Kilsviken. Innan dess fick man ta Värmdövägen runt Kilsviken som har sitt namn efter närbelägna Kils gård.